# Éder Sánchez
Heraclio Éder Sánchez Terán (Tlalnepantla de Baz, 21 maggio 1986) è un marciatore messicano.

## Biografia
La sua prima apparizione internazionale è ai Mondiali Juniores 2004 di Grosseto, quando arriva quarto nella 10 km.
Nel 2005 giunge ottavo nella Marcia 20 km dei Mondiali di Helsinki.
Nel 2006 vince la Medaglia d'Argento ai Giochi del Centro America e dei Caraibi.
Ai Mondiali di Osaka 2007 è arrivato al quarto posto, sfiorando così una medaglia.
Ha preso poi parte senza ottenere un gran piazzamento (giunge 15º) anche alle Olimpiadi di Pechino 2008.
Nel 2009 arriva finalmente il primo podio iridato, infatti conquista la Medaglia di Bronzo nella Marcia 20 km dei Mondiali di Berlino.

## Palmarès
| Anno | Manifestazione                 | Sede          | Evento          | Risultato | Prestazione | Note                                     |
| ---- | ------------------------------ | ------------- | --------------- | --------- | ----------- | ---------------------------------------- |
| 2002 | Campionati CAC juniores (U-17) | Bridgetown    | Marcia 5.000 m  | Oro       | 21'24"33    | Record dei campionati                    |
| 2004 | Mondiali juniores              | Grosseto      | Marcia 10.000 m | 4º        | 41'01"64    |                                          |
| 2004 | Campionati CAC juniores (U-20) | Coatzacoalcos | Marcia 10.000 m | Oro       | 43'21"99    |                                          |
| 2005 | Mondiali                       | Helsinki      | Marcia 20 km    | 8º        | 1h20'45"    |                                          |
| 2006 | Giochi CAC                     | Cartagena     | Marcia 20 km    | Argento   | 1h26'30"    |                                          |
| 2007 | Mondiali                       | Osaka         | Marcia 20 km    | 4º        | 1h23'36"    |                                          |
| 2008 | Giochi olimpici                | Pechino       | Marcia 20 km    | 15º       | 1h21'53"    |                                          |
| 2009 | Mondiali                       | Berlino       | Marcia 20 km    | Argento   | 1h19'22"    | Miglior prestazione personale stagionale |
| 2010 | Giochi CAC                     | Mayagüez      | Marcia 20 km    | Oro       | 1h22'32"    | Record dei Giochi                        |
| 2011 | Mondiali                       | Taegu         | Marcia 20 km    | 10º       | 1h23'05"    |                                          |
| 2011 | Giochi panamericani            | Guadalajara   | Marcia 20 km    | 6º        | 1h25'00"    |                                          |
| 2012 | Giochi olimpici                | Londra        | Marcia 20 km    | 6º        | 1h19'52"    | Miglior prestazione personale stagionale |
| 2015 | Giochi panamericani            | Toronto       | Marcia 20 km    | 7º        | 1h28'16"    |                                          |
| 2015 | Mondiali                       | Pechino       | Marcia 20 km    | 16º       | 1h21'56"    | Miglior prestazione personale stagionale |
| 2017 | Mondiali                       | Londra        | Marcia 20 km    | dnf       | dnf         |                                          |